# 達烏那幽
達烏那幽（鄒語：taungayʉ），是台灣鄒族神話中的一名神祇，職責和基本資料都不詳，最有名的傳說他幫助族人把蛇類屠殺到幾乎滅亡。

## 傳說
很久以前，有個部落裡的一名婦人經常在家裡看到蛇，有一次在掃地時，把出現在地上的小蛇也掃走了，和他同居的男性不開心地問她為什麼將「孩子」也掃掉了，婦人雖然覺得很奇怪，但也沒有問。後來，男人要出門，交代她千萬不可以打開屋內一個木盒子，因為「老祖父」在那裡睡覺，好奇的婦人在他離開後打開盒子看，發現裡頭有條很粗的蛇。
驚覺自己可能跟化為人的蛇同居的婦人驚恐地向達烏那幽求助，祂便施展法術招集所有的蛇類，並且用手杖擊打地上，變出一團大火將蛇全燒死了，但有一條蛇逃走，使得現今還可以看到蛇，牠們的尾巴上還有當初逃離時尾巴被火燒到的痕跡。

## 其他版本
另有版本認為，過去各種野獸都有人的形象，和人差別不大，某地有一個人在袋子裡養了一條小毒蛇，因為小毒蛇的性格善良，族人都很喜歡牠。但有一次，一個族人邀請牠喝酒，並且偷偷在牠住的袋子裡放了幾隻蟑螂想捉弄牠，不知情的小蛇返回並回到袋子中時，被蟑螂嚇到，甚至死在其中。蛇神因為族人的行為而發怒，率領眾蛇攻擊，咬死部落中許多族人、取走他們的頭顱，只有一個叫阿爾西巴（arusiba）的人倖免。
為了向蛇類報仇，阿爾西巴在一間空屋子裡放滿了火藥，並且把許多毒蛇騙進去後點火，把在場的所有蛇都炸死燒黑，只有一隻青蛇因為躲在地板的洞裡而倖免，牠進入山中孵化其他蛇類事先生下的蛋，使得各種蛇類可以繁衍至今 。

## 文化
傳統上鄒族視蛇為不祥而禁忌的動物，不僅不能吃、不能靠近、夢到蛇也是凶兆，連長相跟蛇類似的鰻魚也不吃，而這些傳說很有可能就是這個觀念的寓言。